# ویتالی شفچنکو
ویتالی شفچنکو (انگلیسی: Vitaly Shevchenko؛ زادهٔ ۲ اکتبر ۱۹۵۱) بازیکن فوتبال اهل اتحاد جماهیر شوروی است.
از باشگاه‌هایی که در آن بازی کرده است می‌توان به باشگاه فوتبال دینامو کی‌یف، باشگاه فوتبال نفتچی باکو، باشگاه فوتبال لوکوموتیو مسکو، و باشگاه فوتبال چورنومورتس اودسا اشاره کرد.
وی همچنین در تیم ملی فوتبال شوروی بازی کرده است.